# Isle of Whithorn
Isle of Whithorn, schottisch-gälisch: Port Rosnait, ist eine Ortschaft in der schottischen Council Area Dumfries and Galloway beziehungsweise der traditionellen Grafschaft Wigtownshire. Sie liegt an einer Bucht der Irischen See nahe der Südspitze der Halbinsel The Machars. Isle of Whithorn zählt zu den südlichsten Ortschaften Schottlands.

## Geschichte
Die Geschichte Isle of Whithorns ist möglicherweise mit der Landung des Missionars Ninian verknüpft. Möglicherweise richtete er dort im 4. Jahrhundert, vermutlich erst nach Gründung der Whithorn Priory, eine frühchristliche Stätte ein. Bei der heute als Ruine erhaltenen, aus dem 13. Jahrhundert stammenden St Ninian’s Chapel könnte es sich um ein Nachfolgebauwerk handeln. Zu Zeiten der Wikingerzeit in Schottland befand sich eine nordische Siedlung unweit der Ortschaft.
Mit Isle Castle erhielt die Ortschaft im Jahre 1674 ein Tower House. Wie der Name bereits vermuten lässt, handelte es sich bei der Isle of Whithorn einst um eine unmittelbar vor der Küste gelegene Insel. Diese wurde zunächst durch einen Damm mit dem Festland verbunden. Im Zuge der Anlage des Hafens im 18. Jahrhundert wurde sie dauerhaft mit dem Festland verbunden.
Wurden 1831 noch 697 Einwohner in Isle of Whithorn gezählt, so sank die Zahl bis auf 222 bei Zensuserhebung 1971.

## Verkehr
Isle of Whithorn ist über die Nebenstraßen B7004 und B7063 am das Straßennetz angebunden. Sie führen zu den A-Straßen A746 beziehungsweise A747, welche die Halbinsel Machars erschließen und den Verkehr im Wesentlichen der im Norden verlaufenden A75 (Stranraer–Gretna Green) zuführen.